# Houdan (hönsras)

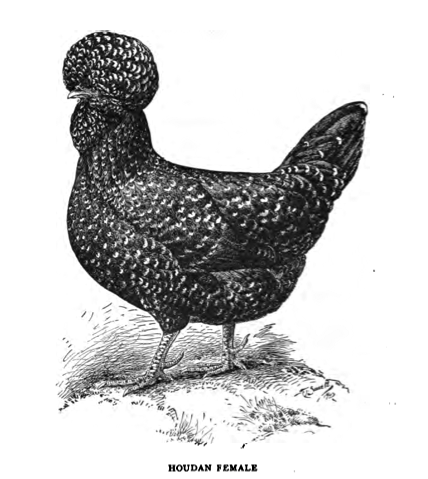
Houdan, höna.

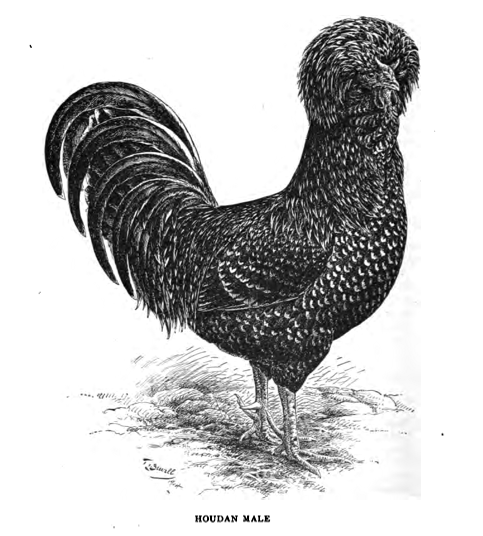
Houdan, tupp.

Houdan är en tung hönsras från Frankrike. Rasen har fått sitt namn efter staden Houdan. Den är en gammal ras, den importerades till Storbritannien redan 1850, och kallades då för normandiehöna. Den har senare framavlats även som dvärgvariant, i Storbritannien och Tyskland. 
Houdan är ursprungligen en köttras. Köttet är vitt och av hög kvalitet och rasen har egenskapen att den är snabbvuxen. Den hålls fortfarande delvis som köttras, men den har även allt mer blivit en utställningsras. Dess yviga hätta och typiska fjärilskam är de drag som främst utmärker den utseendemässigt.
En höna väger omkring 3 kilogram och en tupp väger omkring 3,5 kilogram. För dvärgvarianten är vikten för en höna cirka 800 gram och vikten för en tupp cirka 900 gram. Hönorna värper bra, dock något sämre under vintern. Äggen är vita och äggvikten är ungefär 65 gram för ägg från en stor höna och 35 gram för dvärgvarianten. Hönorna har svag ruvlust, ibland ingen alls.
Rasen anses ofta lätt att få tam och är vanligen orädd av sig.

## Färger
- Gökfärgad
- Pärlgrå
- Svart/vitfläckig
- Vit